# بيتي تايلور
بيتي تايلور هي منافسة ألعاب القوى كندية، ولدت في 22 فبراير 1916 في إنجرسول في كندا، وتوفيت في 2 فبراير 1977.

## وصلات خارجية
- بيتي تايلور على موقع اللجنة الأولمبية الدولية (الإنجليزية)
- بيتي تايلور على موقع أوليمبيديا (الإنجليزية)
- بيتي تايلور على موقع اللجنة الأولمبية الكندية (الإنجليزية)
- بيتي تايلور على موقع اتحاد ألعاب الكومنولث (مؤرشف) (الإنجليزية)